# Siegerländer Platt

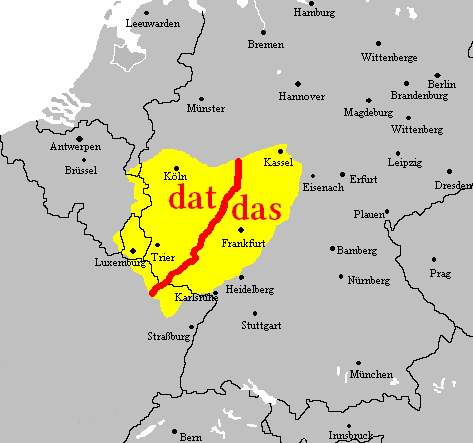
Etwa-Verlauf der dat-das-Linie bis zum Zusammentreffen mit Benrather und Uerdinger Linie im Norden, danach östlich weiter

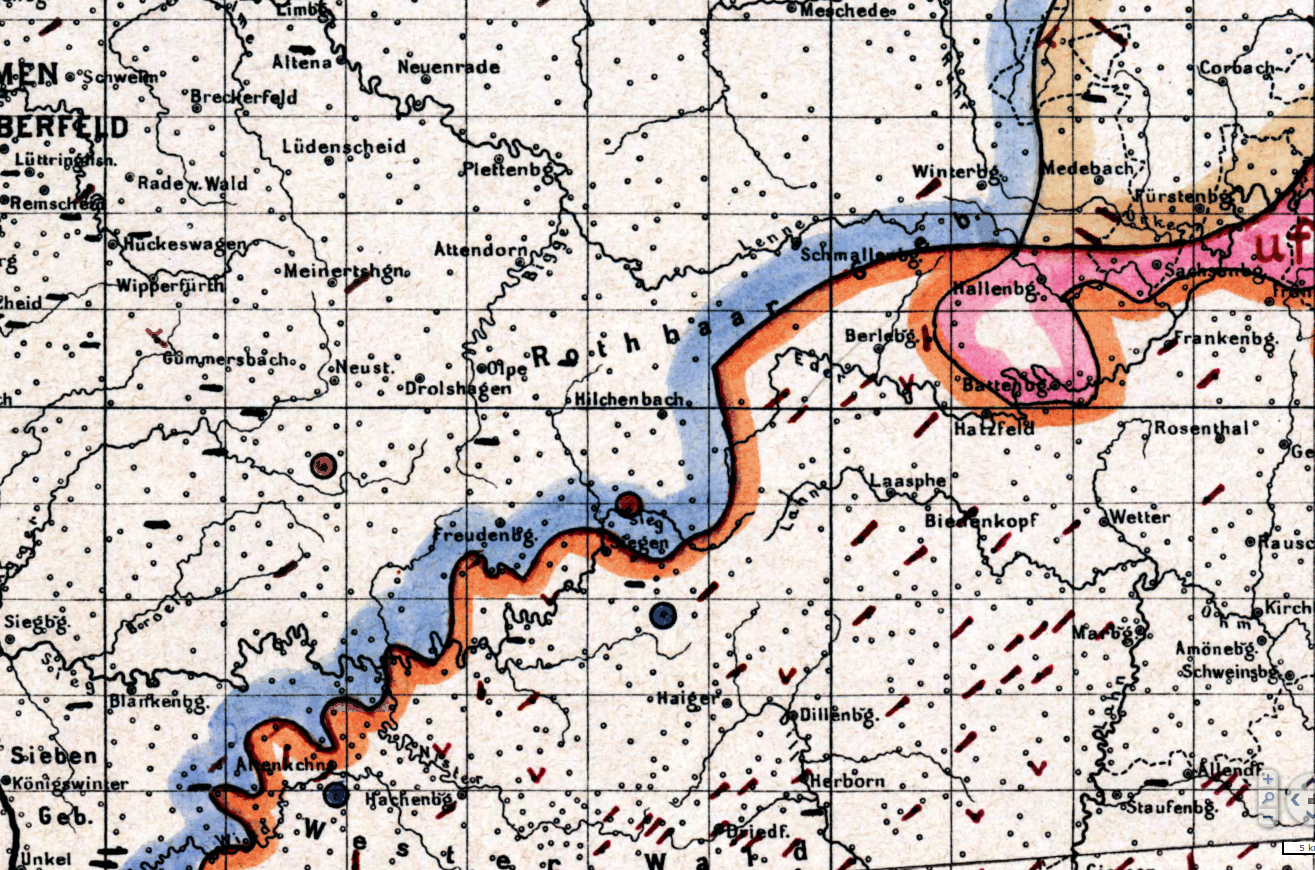
Die Vinxtbachlinie trennt nördliches („op“) und südliches („of“ bzw. „auf“) Moselfränkisch voneinander.

Das Siegerländer Platt oder die Siegerländer Mundart ist der Dialekt, der im Siegerland, ungefähr im Gebiet des alten Kreises Siegen sowie in Teilen der Nachbarkreise Altenkirchen und Westerwaldkreis gesprochen wird.
Es gehört der moselfränkischen Dialektgruppe an. Es bestehen lexische Bezüge mit den in den Nachbargebieten gesprochenen Dialekten Hessisch und Südwestfälisch (Niederdeutsch).
Das Siegerländische ist der nordöstlichste Teil des Moselfränkischen. Es gehört damit zum Westmitteldeutschen und schließlich zu den hochdeutschen Mundarten. Im Norden wird es zum Westfälischen und damit zum Niederdeutschen durch das Isoglossenbündel aus Benrather und Uerdinger Linie abgegrenzt. Im Westen verläuft die Grenze zum Ripuarischen (Eifel-Schranke) und im Osten zu den rheinfränkischen, konkret den hessischen Dialekten (Hunsrück-Schranke). 
Damit ist es mit einer wichtigen Sprachgrenze vom Wittgensteiner Platt abgegrenzt, welches bereits dem oberhessischen Sprachraum angehört, wie das benachbarte Hinterländer Platt.
Die moselfränkische Achse bildet sich von Siegen über den westlichen Westerwald (Wäller Platt) und Koblenz bis nach Trier fort, wobei sie sich nach Südwesten fächerförmig verbreitert.
s. auch: Rheinischer Fächer

## Einordnung in die Zweite Deutsche Lautverschiebung
In die zweite deutsche Lautverschiebung ist das Siegerländer Platt folgendermaßen einzuordnen:
p→pf – Im Siegerländischen findet sich „p“ statt „pf“: „Pferd“ → „Päärd“, „Topf“ → „Döbbe“, „Apfel“ → „Abbel“. Diese Lautverschiebung ist also nicht ins Siegerländer Platt vorgedrungen.
p→f – Diese Lautverschiebung ist teilweise vollzogen „schlafen“ → „schloafe“, aber (im nördlichen Altkreis Siegen): „auf“ → „op“.
t→s („dat/das“) In „kleinen“ Wörtern nicht vollzogen; „dat“ und „et“ sind Bestandteil des Siegerländer Platts.
t→z („Tid/Zeit“) – Die Siegerländer sagen „Zitt“ für „Zeit“, „zwo“ für „zwei“.
tt→tz – Dies ist ins Siegerländer Platt eingedrungen: Eine Katze wird auch auf Siegerländer Platt so genannt (das plattdeutsche Wort ist „Katte“ oder „Katt“). Allerdings gibt es noch Wörter, in denen das „tt“ vorkommt: man „sätzt“ sich, aber man hat sich „gesatt“.
k→ch („ik/ich“) – Wie im Standarddeutschen nur im In- und Auslaut vollzogen. „Ich“ → „Ech“, „brauchen“ → „bruche“.
d→t („Dag/Tag“) – Fällt beim Siegerländischen nicht besonders ins Gewicht, weil das „t“ in der Regel sehr weich (wie ein „d“) ausgesprochen wird.
v/w/f→b – Nur in sehr geringem Maß vollzogen; ein „Weib“ ist ein „Wibsmensch“, aber die Mehrzahl der Wörter bleibt bei niederdeutscher Sprechweise: „Bleib noch hier“ heißt auf Siegerländer Platt „Bliff noch hee“, „Trauben“ → „Wingtruweln“ und „lieber“ → „leewer“.

## Einige Regeln
Das Vokabular war ursprünglich von Ort zu Ort unterschiedlich; grob gesprochen hatte jede Ortschaft ihren eigenen Dialekt. Allerdings wird in den letzten Jahrzehnten reiner Dialekt kaum noch gesprochen, sondern er ist immer mehr einem „Hochdütsch bet Gnubbeln“ gewichen, so dass die Unterschiede zumindest zwischen benachbarten Ortschaften kaum noch wahrnehmbar sind. Allerdings lässt sich heute schon noch erkennen, ob jemand eher aus dem nördlichen Siegerland („va urwe runger“), aus der Stadt Siegen („Stäärrer“) oder aus dem südlichen Siegerland („va onne roff“) stammt („Hicke oder Grönner“).

### Aussprache
Das hervorstechende Merkmal des Siegerländer Platts ist das mit zurückgebogener Zungenspitze gesprochene „R“ (Stimmhafter retroflexer Approximant), ähnlich der Aussprache des Englischen in Nordamerika. Dieses sprachliche Phänomen ist jedoch nicht auf das Siegerländische beschränkt, sondern erstreckt sich weit in den mittelhessischen Sprachraum hinein bis zum Taunus und die Wetterau. Die Silbe „er“ wird üblicherweise mit einem stimmlosen (fast ausgelassenen) „e“ gesprochen: „runter“ wird als „ronner“ gedacht, aber als „ronnr“ („va onne roffr“ von unten rauf), im nördlichen Siegerland („va uewe rongr“ von oben runter) „ronger“ gesprochen. Übung: „Hennr Rennrod rächds römm on da dr Rhing roffr“ („Hinter Rennerod rechts rum und dann den Rhein rauf“ – wie man von Siegen nach Koblenz kommt …)
Das p wird wie b gesprochen (Puppe: Bobbe); das t wird als d gesprochen (Tüte: Dudde); ein k wird häufig als g ausgesprochen (Mocke: Mogge).
Ein „g“ am Wort- oder Teilwortende wird zu einem „ch“ (wie in dem Wort „weich“) aufgeweicht:
„Berg“ → „Berch“.
Ein „en“ am Wortende wird zu einem „e“ verkürzt, auch bei Ortsnamen: z. B. „Schelden“ → „Schelde“.
Insbesondere wird ein „chen“ zum „che“: „Mädchen“ → „Mädche“. In diesem Fall wird der Plural durch „cher“ gekennzeichnet: „Mädcher“.

### Grammatische Eigenheiten
- Im Siegerländer Platt ersetzen – wie in fast allen deutschen Dialekten – dativische und präpositionale Umschreibungen den Genitiv.
- Die rheinische Verlaufsform ist auch im Siegerland gebräuchlich: „Ich arbeite gerade.“ → „Ech sinn am aarwe.“ Wenn betont werden soll, dass man diese Tätigkeit auch wirklich in diesem Augenblick durchführt, wird das durch das Wort „gerade“ angezeigt: „Ech sinn jerad am aarwe.“
- Beim Artikel tritt anstelle des Akkusativs „den“ auch der Nominativ „der“ ein: „Ich räume den Dachboden auf.“ → „Ich rumme dr Ollern op.“, „Ich decke den Tisch.“ (wörtlich: „Ich tu auf den Tisch“) → „Ech do op dr Desch.“
- Für Zeitangaben wird der temporale Akkusativ benutzt; von der Aussprache her sind „den“ und „die“ nicht zu unterscheiden, denn beide werden auf Platt als „de“ gesprochen. Beispiele: „Morgen früh“ → „morn de Morje“, wörtlich: „morgen den Morgen“, „Ich habe nächste Woche / im August keine Zeit.“ → „Ech ha de anner Woch / dr August kenn Zitt.“, wörtlich: „Ich habe nächste Woche / im August keine Zeit.“.
- Bei Wörtern, die auf „-el“ und „er“ enden, geht der Plural auf „-n“ aus. Beispiele: „Ech ha mir Stewweln gekauft.“ – „Ich habe mir Stiefel(n) gekauft.“ „Mir ha de Dellrn ald om Desch.“ – „Wir haben die Teller(n) schon auf dem Tisch.“ Der Plural von Wörtern, die auf „-es“ enden, geht auf „-er“ aus: „Magolwes“ → „Magolweser“; „Mäckes“ → „Mäckeser“; „Lälles“ → „Lälleser“.
- Im Siegerland fährt oder geht man nicht zu jemandem, sondern nach jemandem: „Ich gehe zur Oma“ → „Ich goa noa d’r Omma“. Analog: Kartoffeln gibt es nicht zum Fisch, sondern „bii dr Fisch“, also bei den Fisch.

### Andere Grundregeln
Über Personen wird üblicherweise in der Form <Nachname>s <Vorname> gesprochen; das „s“ gilt als Genitiv-S, z. B. „Schwickerts Hein“ oder „Utsches Elfriede“. Ausnahmen sind möglich, wo es den Sprachfluss stört, etwa bei „Thomase Louis“. Dabei wird dem tradierten „Hausnamen“ der Vorzug vor dem Taufnamen gegeben: Horst-Kevin Müller aus „Schneiders“ ist z. B. als „Schnierersch Horst-Kevin“ im Ort bekannt und wird so angeredet. Zu den alten Bewohnern der Ortschaften im Siegerland gibt es viele Neckreime, die „Besonderheiten“ der Bewohner in pointierter Form überliefern. Jedes Dorf hat dabei eigene Reime. Aus Hilchenbach ist beispielsweise überliefert: „Ein Scho… bleibt ein Scho…, auch wenn er mit der Kutsche fährt.“ Eine feine, aber deutliche Anspielung auf das „großspurige“ Leben der Familie.
Wer zur Verwandtschaft gehört, wird „vereinnahmt“: Die Rede ist von „oosem Babbe“, „ooser Mamme“, „ooser Omma“ „oosem Willem“, also „unserem“/„unserer“ Papa / Mama / Oma / Wilhelm usw.
Analog fragt man aber auch ein Kind, wenn man wissen möchte, zu welcher Familie es gehört: „Kend, wemm bist du da?“ (Hochdeutsch: „Kind, wem gehörst du denn?“)
Wie im Moselfränkischen allgemein sind Frauennamen im Siegerländischen grundsätzlich sächlich: „dt/dat Martha“. Eine direkte Anrede wird – wo es geht – vermieden. So wurde ein älterer Siegerländer gefragt, wie er von der ärztlichen Untersuchung wieder nach Hause kommt. Antwort: „Die Frau von meinem Schwiegersohn holt mich ab.“
Zu beachten ist: bei Frauen, die zur Verwandtschaft gehören, wird im Nominativ stets sächliches Geschlecht genutzt („Heddat is oos Mamme.“ – „Das ist unsere Mutter.“); im Akkusativ und vor allem im Dativ ist aber auch weibliches Geschlecht gebräuchlich („Mir goa noa ooser Omma.“ – „Wir gehen zu unserer Oma.“).

## Beispiele

### Pronomina
ich – ech
er – hä
sie – et / dat
wir – mir / mer

### Zeiten
heute – ho
morgen – morn
der Morgen – dr Morje
morgen früh – morn de Morje oder morn ze Morje
Ostern – Oasdern
Weihnachten - Chresdach
Pfingsten – Pengsde
Frühling – Frööhjoahr

#### Wochentage
Montag – Månéch
Dienstag – Dersdéch
Mittwoch – Méddwoch/Meddewoche/Middwuch
Donnerstag – Donnrschdéch
Freitag – Frijdaach
Samstag – Samsdach/Sonnowend
Sonntag – Sonnéch

### Menschen
Mädchen – Mäddche
Junge – Jong
ungezogenes Kind – Bloach, Boachd, Oodochd, Schinnoss (weibl.), Rotzbloach
Tollpatsch – Dappes, Dosd, Sobbedosd
Papa – Babbe
Mama – Mamme
Oma – Omma
Patentante – Goode
Patenonkel – Padde
Jemand der Quatsch erzählt, Dumm- und/oder Vielschwätzer – Lälles
unfreundliche Ehefrau – Gräsije Ahl

### Tiere
Tier – Däjer / Dier
Hund – Hond
Kuh – Koo
Schaf – Schoof
Ziege – Hibbe
Kaninchen – Krinnche
Eichelhäher – Ma(r)golwes (der Siegerländer „Wappenvogel“; früher wg. der in der siegerlandspezifischen Niederwaldbewirtschaftung Hauberg häufig vorkommenden Eichen ein häufiger Vogel)
Küken – Bibbsche / Gügges / Güggelcher / Hönggelcher
Mistkäfer – Päärdsbrömmeler
Spinne – Grinn
Katze – Katz
Maus – Muss
Frosch - Hoggevadder
Fabelwesen aus dem Siegerländer Wald – Dilldapp

### Alltagsdinge
Konversation
„Guten Tag“ – „Schur“ oder „Beschur“ (auch schon mal: „Schue“) oder „Gon Dach“ (Gorn Dach) oder kurz „Goare!“
„Auf Wiedersehen“ – „Nodda“
ja – hö-öh / (im Sinne von „und ob“:) en joah!
nein! – öh öh / eh eh / ääh / (im Sinne von „oh nein!“) enäh!
Oder? – Orrer wie orrer wat?
Wie geht’s? – Wie gerret da?
Mir geht’s schlecht – Ech ka kumm kruffe (ich kann kaum kriechen)
Haushalt
Hose – Botze
Spüllappen – Blätz, Wochelömmel
Geschirrtuch – Droydooch
Putzlappen – Botzlombe
Schälmesser – Gnibbche, Schearlrche
Dachboden – Ollern
Pfanne – Pann
Kochtopf – Döbbe
Tasse – Köbbche, Käbbche
Tisch – Desch
Schublade - Schubbe
Regal – Schaft
Kleines Küchenmesser – Knibche
Kartoffelstampfer – Pönger
Zwischenmenschliches
heiraten – (sech) bestoahn / bestaare
verheiratet – bestaat
unverheiratet – losslerrisch
begehren – verlängerrisch
sich zanken – sech mäckese
sich schlagen – sech schwoarde
Sonstiges
Schluckauf – dr Schlick / Hickes
dürr, dünn (i. S. v. „hagerer Mensch“) – schroa (Im südlichen Siegerland „schroa“ = hässlich)
schön – schier
Friedhof – Kerfich (von „Kirchhof“)
was – wat
das – dat
Schmerz – blouj (Rückenschmerzen – Röggeblouj)
reden – schwätze
arbeiten – aarwe (z. B. ich arbeite gerade – ech sinn am aarwe)
Streichholz – Strichspönche
Feuerzeug – Fixfuer
Moped – Rösje
müde – möö
Schnittlauch – Beesluff
Trauben – Truweln

### Essen und Trinken
Kartoffel – Doffel / Duffel / Düffel (variiert von Ort zu Ort)
Sauerkraut – Suur Moos
Brathering – Sorreldogge
Erbsensuppe – Aarwesesobbe
belegte oder gebutterte Scheibe Brot – Dong oder Rangke oder Knifte; eine sehr dicke Scheibe Brot wird „Hulge“ genannt
Heidelbeeren – Wollwern (von „Waldbeeren“)
Brombeeren – Bråmern
Zwetschge – Quätsche
Süßigkeiten – Schnuck, Schloch, Schluch

### Geografie
Fremde Ortsnamen werden meist unverändert übernommen (und allenfalls der allgemeinen Aussprache angepasst). Die regionalen Orte haben hingegen Eigen- und Spitznamen.
Orte, die mit Ober- und Nieder- beginnen, werden üblicherweise mit „Oarwer“- und „Neerern“- übersetzt, beispielsweise Oarwerdeelfe und Neererndeelfe für Ober- und Niederdielfen. Im südlichen Siegerland sind „Oawer“- und „Nörrer“- gebräuchlich.
Siegen – Seeje (oder „de Stadt“)
Netphen – Netphe (Ich bin in Netphen - Ech sin in Netphe)
Weidenau – Wierenau – in Weidenau ging (oder geht?) man zum Einkaufen „vor de Haardt“
Klafeld – Kloawend
Niederfischbach – Föschbe
Oberfischbach - Oawwerföschbe
Freudenberg – Dr Fläcke
Niederndorf – Moggeburch / Ninndorf
Hilchenbach – Helchemich
Herzhausen - Herzhuse
Kredenbach – Kräremich
Krombach – Krommich
Eiserfeld – Esafählde / Esafähl / Iserfell
Eisern – Easern / Isern
Niederschelden – Schälde / Schelden
Gosenbach – Guasemich
Achenbach – Achemich
Mudersbach – Moarerschbisch
Brachbach – Brääschbisch / Braaschbisch
Langenholdinghausen – Hollekuse
Neunkirchen – Nünnkerche / Nünngerche
Helberhausen – Helverhuse
Unglinghausen – Onkelkuse / im Spaß auch Uhlenbusch
Eichen – Neiche
Eckmannshausen – Eckemannshuse
Afholderbach – Affermich
Eschenbach – Eschemich
Grissenbach – Gressemich
Irmgarteichen – Hermedeiche
Wilnsdorf – Wensdorf
Burbach – Borbisch
Trupbach – Trobbisch
Alchen – Oalche
Dreis-Tiefenbach – Dreisbe
Littfeld - Lettfe
Deuz - Düze / Düce
Oberdielfen - Owerndeelfe
Niederdielfen - Deelfe
Flammersbach - Flommerschdorf
Rudersdorf - Rorrerschdorf
Gernsdorf - Gernschdorf
Obersdorf - Oberschdorf
Rödgen - Rödsche
Anzhausen - Azhuse